# Flávio Canto

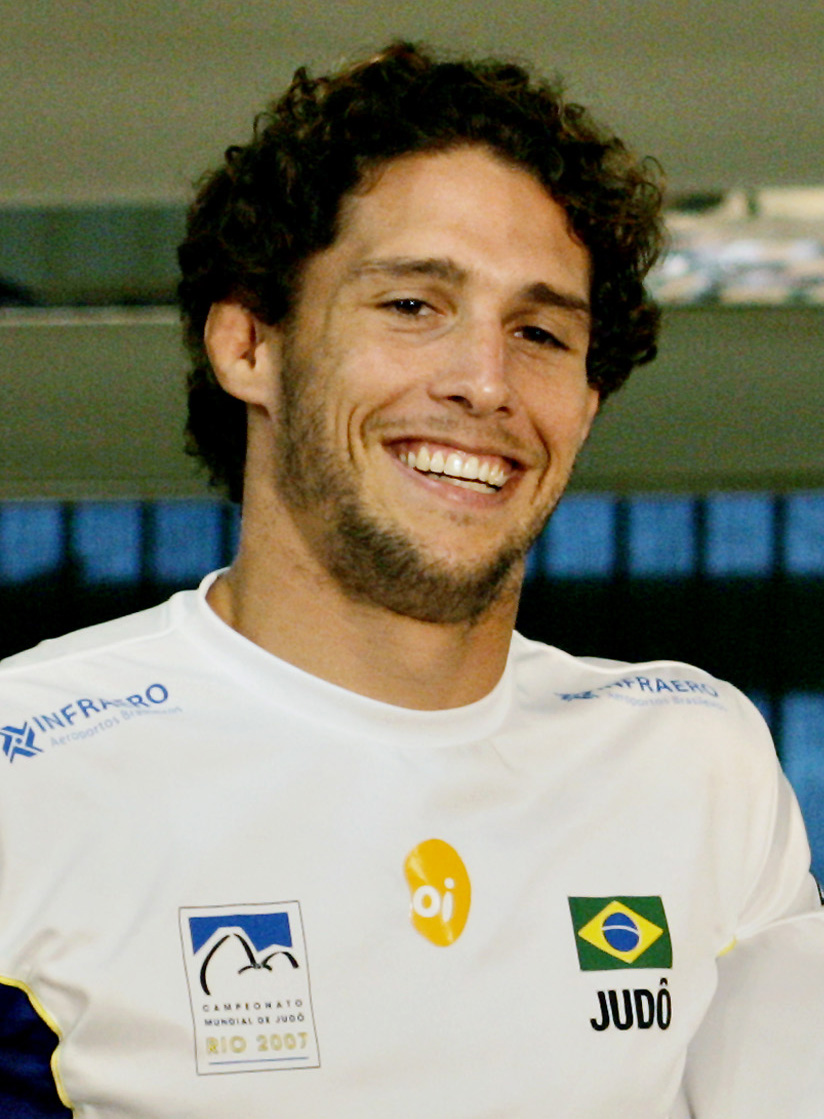
Flávio Canto (2005)

Flávio Vianna de Ulhôa Canto (* 16. April 1975 in Oxford) ist ein ehemaliger brasilianischer Judoka. Er war Olympiadritter 2004.
Der 1,79 m große Canto startete im Halbmittelgewicht. Seine erste internationale Medaille gewann er mit Bronze bei den Panamerikanischen Spielen 1995. bei den Olympischen Spielen 1996 verlor er im Viertelfinale gegen den Japaner Toshihiko Koga, am Ende belegte er den siebten Platz. Drei Monate nach den Olympischen Spielen gewann er bei den Panamerikanischen Meisterschaften eine Bronzemedaille.
Im August 1997 gewann Canto innerhalb einer Woche sowohl den Titel bei den Südamerikameisterschaften als auch bei den Panamerikanischen Meisterschaften. Bei den Weltmeisterschaften in Paris belegte er den siebten Platz. 1998 war Canto Dritter der Panamerikanischen Meisterschaften. 1999 erreichte er das Finale der Panamerikanischen Spiele und erhielt Silber nach seiner Niederlage gegen den Kubaner Gabriel Arteaga. Drei Monate später siegte er bei den Panamerikanischen Meisterschaften. Im Jahr 2000 siegte Canto bei den Südamerikameisterschaften und belegte den dritten Platz bei den Studentenweltmeisterschaften.
2002 gewann Canto den Titel bei den Südamerikaspielen. Bei den Panamerikanischen Meisterschaften im gleichen Jahr belegte er den dritten Platz. Im Juni 2003 siegte er im Finale der Panamerikanischen Meisterschaften gegen Aaron Cohen aus den Vereinigten Staaten. Zwei Monate später gewann er gegen Gabriel Arteaga im Finale der Panamerikanischen Spiele. Im April 2004 siegte er im Finale der Panamerikanischen Meisterschaften erneut gegen Arteaga. Bei den Olympischen Spielen 2004 in Athen unterlag Canto im Viertelfinale dem Russen Dmitri Nossow, mit drei Siegen in der Hoffnungsrunde kämpfte sich Canto aber zur Bronzemedaille durch.
2006 siegte Canto bei den Panamerikanischen Spielen. 2007 wurde er Fünfter sowohl bei den Panamerikanischen Meisterschaften als auch bei den Panamerikanischen Spielen. 2009 war er Zweiter der Panamerikanischen Meisterschaften und 2010 gewann er. Bei den Weltmeisterschaften 2010 belegte er noch einmal den fünften Platz. 2011 beendete er seine aktive Laufbahn.